# Номерні знаки території Юкон

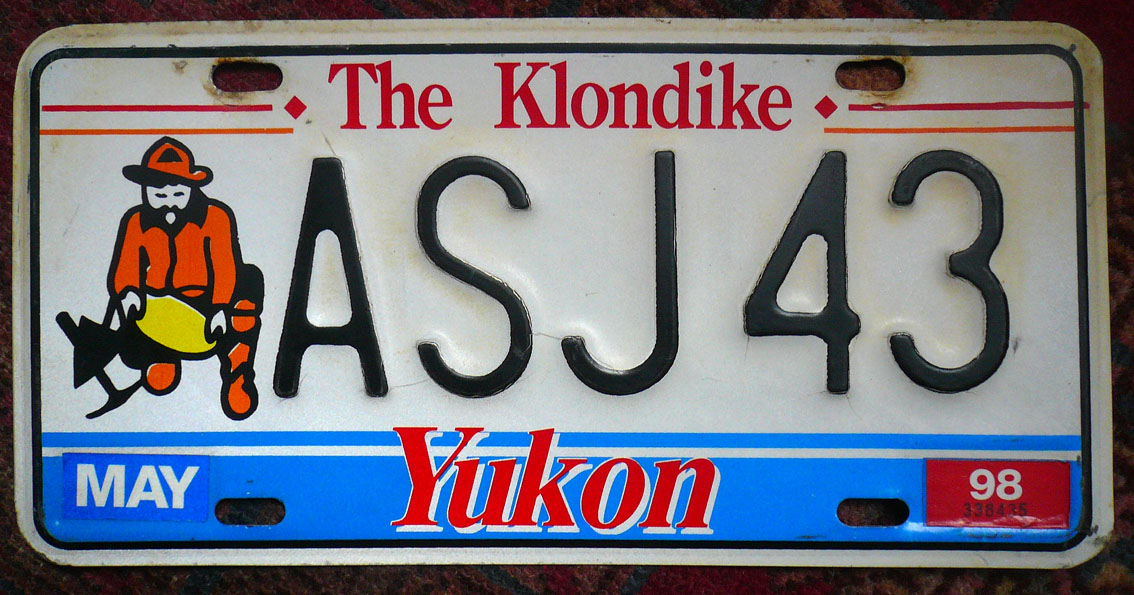
Регулярний знак

Номерні знаки Юкону видаються Департаментом автодоріг та громадських робіт. Територія Юкон вимагає розміщення лише заднього номерного знаку на автомобілі.
Регулярні номерні знаки Юкону мають формат АБВ12. Кодування здійснюється літерами серії за типом транспортного засобу. Чинні бланки номерних знаків мають біле тло, в нижньому рядку номерного знаку на блакитному тлі розташовується назва території, в верхньому рядку номерного знаку розташовується гасло: Клондайк (The Klondike). Ліворуч від серії і номера розташоване зображення старателя, що миє золото на лотку. На табличці розташовуються наліпки про сплату щорічних мит. Індивідуальні комбінації літер і цифр можливо використовувати на стандартному бланку номерного знаку.

## Інші формати регулярних номерних знаків
- Номерні знаки для мотоциклів мають формат М12345 та розміри 4х7 дюймів;
- Номерні знаки для снігоходів мають формат S12345 та розміри 4х7 дюймів;
- Номерні знаки для вантажного транспорту мають формат САБ12.
- Номерні знаки для причепів мають формат Т12345;
- Номерні знаки для ветеранів мають формат 1234 та зображення квітки маку праворуч від цифр.
- Номерні знаки для вантажних комерційних перевезень за межі території (APPORTIONED) відсутні через те, що Юкон не входить до Міжнародного Реєстраційного Плану (IRP).